# 松本雄作
松本 雄作（まつもと ゆうさく、1940年6月20日 - ）は、福岡県出身の元プロ野球選手（外野手）。左投左打。

## 経歴
福岡県立福岡工業高等学校から明治大学を経て1963年に国鉄スワローズに入団。
3年目の1965年は開幕から一軍入りし、初安打も記録するが3試合の出場に終わり、この年限りで引退した。
引退後は広告業界に勤務したという。

## 詳細情報
3試合　3打数1安打　打率.333　0本塁打　0打点　0盗塁
背番号
- 4　（1963年-1964年）
- 35 （1965年）